# Smittinidae
Smittinidae zijn een familie van mosdiertjes uit de orde Cheilostomatida en de klasse van de Gymnolaemata.

## Geslachten
- Amynaskolia Figuerola, Gordon & Cristobo, 2018
- Aspericreta Hayward & Thorpe, 1990
- Breoganipora Souto, Berning & Ostrovsky, 2016
- Dakariella Moyano, 1966
- Dengordonia Soule, Soule & Chaney, 1995
- Dittomesia Gordon, 1989
- Hemismittoidea Soule & Soule, 1973
- Parasmittina Osburn, 1952
- Pemmatoporella Hayward & Taylor, 1984
- Phylactella Hincks, 1879
- Platychelyna Hayward & Thorpe, 1990
- Pleurocodonellina Soule & Soule, 1973
- Prenantia Gautier, 1962
- Pseudoflustra Bidenkap, 1897
- Raymondcia Soule, Soule & Chaney, 1995
- Smittina Norman, 1903
- Smittinella Canu & Bassler in Bassler, 1934
- Smittoidea Osburn, 1952
- Thrypticocirrus Hayward & Thorpe, 1988
- Tracheloptyx Hayward, 1993